# Ардалин, Михаил Семёнович
Михаил Семёнович Ардалин (6 января 1929, деревня Чаговка, Камышлинский район Куйбышевская область — 19 августа 1975, Нарьян-Мар Ненецкий автономный округ) — геолог, первооткрыватель нефтяных и газовых месторождений в Коми и НАО.

## Биография
Родился в семье крестьянина-середняка. По национальности русский. В 1946 году окончил 8 классов средней школы имени Калинина в г. Бугуруслане Чкаловской области. В этом же году поступил на учебу Бугурусланский нефтепромысловый техникум, который закончил в 1950 году.
Учась в школе в 1945 году вступил в Комсомол, а в 1950 г. вступил в КПСС.
С 1950 года работал в системе министерства в нефтяной промышленности в нефтеразведках, сначала Московского филиала ВНИГРИ, а затем в Ленинградской конторе разведочного бурения и тресте «Войвожнефтегазразведка» Ухткомбината. Здесь он начинал помбуром, поработал техником и инженером. Но с 1953 года на Севере.
В нефтяном краю Коми республики быстро нашёл свою дорогу и свое Дело. Бурил скважины на Тэбуке.
В 1956 году Михаил Семенович назначен начальником Аныбской нефтеразведки, а в 1957 был начальником участка глубокого бурения АЙ-Ю-ва. 1 августа 1961 года Ардалин стал начальником нефтеразведочной экспедиции № 1 в городе Печора.
Вскоре, в 1962 году, освобождён от должности начальника НГРЭ № 1, но тут же был назначен заместителем управляющего трестом «Печорнефтегазразведка» (1962—1971 гг.).
Он был одним из первооткрывателей Западно-Тэбукского нефтяного месторождения.
После ликвидации треста в марте 1971 г. Михаил Семенович в целях укрепления кадров направляется в крупнейшую нефтегазоразведочную экспедицию глубокого бурения № 5, которая базировалась недалеко от города Нарьян-Мара. Он назначается заместителем начальника экспедиции (1971), однако, уже на следующий год окружной комитет партии, по согласованию с руководством управления, утверждает его начальником данной экспедиции (1972—1975).
Был депутатом и членом исполкома Ненецкого окружного Совета народных депутатов (1973).
Награждён медалью «За доблестный труд. В ознаменование 100-летия со дня рождения В. И. Ленина». Данная медаль вручалась передовым рабочим, колхозникам, специалистам народного хозяйства, работникам государственных учреждений и общественных организаций, деятелям науки и культуры, показавшим высокие образцы труда.
Скоропостижно скончался 19 августа 1975 года в Нарьян-Маре. Похоронен в Ухте.

## История работы в экспедиции
С 1972 года и до конца своих дней он будет руководителем Нарьян-Марской экспедиции № 5. Его рабочие любовно называли «папой» экспедиции.
Михаил Семенович жил работой. Своему любимому и конкретному делу — бурению он отдавал часы и дни, и прожитые годы. О работе думал не только на работе, но и дома. Телефон не знал покоя ни днем, ни ночью.
Ардалину звонили мастера, инженеры, геологи с буровых — он требовал этого. Каждому водителю, особенно во время зимнего завоза, разрешалось звонить из тундры в любое время суток, если требовало дело. С пяти-шести утра он сам обзванивал буровые и вышкомонтажные бригады и знал о них все, прежде чем переступал порог рабочего кабинета, чтобы начать новый рабочий день.
Современники говорили, что он был грубоватым, но незлопамятным и немстительным. Всю свою нежность он изливал на детей: в карманах его всегда было полно конфет для них. Когда прилетал на буровые, дети сразу бежали к нему.
У геологов есть яркий показатель эффективности геологоразведочных работ: количество разведанного условного топлива на 1 метр проходки. И если за время с 1968 по 1970 год он составлял 0,114 тыс. тон, то за период, когда экспедицию возглавлял Михаил Семенович Ардалин, этот показатель вырос до 2,329 тыс. тон на 1 метр проходки. Лаявож с продуктивными скважинами стал подбазой экспедиции, транспортным узлом, откуда продолжалась освоение новых площадей. Им были выбраны правильное направление геологоразведочных работ и наиболее перспективные участки для концентрации объёмов бурения.
Всего лишь одну пятилетку проработал М. С. Ардалин в экспедиции (1971—1975 гг.), но успел сделать довольно много для её экономического развития и повышения социальных условий жизни ее работников как на центральной базе, так и на буровых.
За этот период силами данной экспедиции были открыты Лаявожское (1971), Вайневисское (1973), Ярейюское (1973) нефтегазоконденсатные месторождения и одно — Кумжинское (1974) — газоконденсатное. В поселке Искателей возросли темпы и объемы жилищного строительства, объектов соцкультбыта. На вахтовых поселках стали появляться красные уголки. Трудящиеся Бурового избирательного округа в сентябре 1973 года избирают его депутатом и членом исполкома окружного Совета народных депутатов. Именно по его инициативе в поселке Искателей начали строительство школы. Искательская школа открыла свои двери 1 сентября 1975 года.
Из воспоминаний геологоразведчика Александра Кривоногова: "Дисциплина, требовательность, полная самоотдача, стремление всегда владеть и управлять ситуацией, обладая максимум информации, феноменальная память на события и лица (М. С. никогда ничего не записывал, но и ничего не забывал) — все это ардалинские черты… Мне кажется знаменательным, что нефтяная площадь, названная именем Ардалина, работает также продуктивно, щедро и устойчиво, как работал Михаил Семёнович… ".

## Память
Имя Михаила Ардалина, в память о его заслугах присвоено нефтяному месторождению, открытому в 1988 году в Ненецком автономном округе, и улице в посёлке Искателей, Ненецкого автономного округа. На фасаде дома № 12 по улице Ардалина в п. Искателей установлена мемориальная доска.
В сквере Геологов (в пос. Искателей) установлена памятная стела с портретом М. С. Ардалина.